# God of War (videojoc de 2005)
God of War és un videojoc per a la consola PlayStation 2 comercialitzat a partir del 22 de maig de 2005. Un joc d'acció - aventura lleugerament basat en la mitologia grega, God of War va ser desenvolupat per la divisió de Santa Monica de Sony Computer Entertainment.
God of War és un videojoc d'acció i aventura per a un jugador en tercera persona amb elements hack and slash, vist des d'una perspectiva de càmera fixa. El jugador controla el personatge Kratos en elements de jocs de combat, plataformes i trencaclosques basats en combos, i lluita contra enemics mitològics grecs que inclouen soldats no morts, harpies, minotaures, Medusa i les Gorgones, ciclopes, espectres, sirenes, sàtirs, centaures, cerbers, i caps oponents: l'Hydra i un minotaure gegant conegut com el Guardià de Pandora

## Joc
God of War és un videojoc d'acció i aventura per a un jugador en tercera persona amb elements hack and slash, vist des d'una perspectiva de càmera fixa. El jugador controla el personatge Kratos en elements de jocs de combat, plataformes i trencaclosques basats en combos, i lluita contra enemics mitològics grecs que inclouen soldats no morts, harpies, minotaures, Medusa i les Gorgones, ciclopes, espectres, sirenes, sàtirs, centaures, cerbers, i caps oponents: l'Hidra i un minotaure gegant conegut com el Guardià de Pandora. Els elements de plataformes requereixen que el jugador s'enfili per parets i escales, salti per avencs, es balancegi amb cordes i s'equilibri entre bigues per passar per seccions del joc. Alguns trencaclosques són senzills, com moure una caixa perquè el jugador pugui utilitzar-la com a punt de partida per accedir a un camí inaccessible amb salts normals, però d'altres són més complexos, com trobar diversos elements en diferents àrees del joc per desbloqueja una porta.
Al llarg del món del joc, el jugador troba cofres verds, blaus i vermells que contenen orbes del color corresponent. Els orbes verds reomplen la salut del jugador, els orbes blaus omplin la màgia i els orbes vermells proporcionen experiència per millorar les armes i la màgia i omplen el mesurador de ràbia, que, si està ple, permet l'ús de l'habilitat Rage of the Gods. Els orbes vermells també es recullen matant enemics i destruint certs objectes inanimats. El jugador també pot trobar Gorgon Eyes i Phoenix Feathers que augmenten la longitud dels metres de salut i màgia, respectivament.

## Argument del joc

### Inici
God of War és la primera part de la trilogia del mateix nom publicada per Sony per a la consola PlayStation 2. Kratos neix en Esparta, una província grega caracteritzada per ser bressol dels millors guerrers de l'Imperi. Des de molt petit denota gran força, resistència i tenacitat, a diferència del seu germà menor, el qual és rebutjat pels militars i manat a l'exili. Kratos és reclutat i separat de la seva mare i germà, el qual, mentre Kratos és introduït en l'art de la guerra, mor, descendeix al regne d'Hades i es converteix en una espècie de dimoni del qual no se sap fins a la data.

### Guerrer espartà
Amb gran mestratge, entrenament, disciplina i constància, Kratos va escalant rangs en la milícia espartana, fins a arribar al grau de general amb milers de falanges, hoplites i guerrers al seu comandament. Un rere l'altre, els pobles bàrbars queien davant els seus esplèndides tècniques i arts de la guerra, però com tot mortal, enfrontaria la seva destinació. Molt al nord del que llavors era la zona germana, Kratos enfronta a un nombre inimaginable de bàrbars nòrdics, que superava en creixes al seu exèrcit. Els seus subordinats van ser caient un a un, i pesar que Kratos va barallar com mai, va ser superat i acorralat.

### Aparició d'Ares
Com un últim intent de salvar el seu honor i la seva vida, l'esparta en un últim i desesperat intent de sobreviure, convoca a Ares, el déu de la guerra, al com li va prometre ser la seva més fidel i lleial serf, en canvi de salvar la seva vida i la seva exercito de l'amenaça barbara. En aquest instant, el cel es va obrir, la terra va tremolar i l'aire es va assecar: el mismíssim Déu de la Guerra, Ares, amb els seus cabells de foc i la seva armadura fulgurosa, baix de l'Olimp a acceptar el tracte. En un parpelleig el poderós déu es va desfer dels enemics del seu invocador, estripant-los, bullint-los la sang, esquinçant-los la pell, explotan-li el cap. Finalment, Ares deixa el cop de gràcia a Kratos, dotant-li de les "Espases del Caos", una parell de sabres units a unes cadenes, la qual cosa permet al jugador una varietat de combos increïbles. Aquestes armes queden adherides als braços de Kratos, com una espècie d'empelts, aquest seria el primer preu que l'esparta hauria de pagar. Com si fossin una extremitat més del seu cos, les "Espases del Caos" obeïxen cada ordre i moviment del cos de Kratos, pel que amb un lleuger moviment, aquest destrossa el cap del cap dels bàrbars, sortint victoriós una vegada més...però a un alt cost. A partir d'ara viuria, mataria per i per al Déu de la guerra. Amb la seva nova força i poder Kratos es converteix en un ens assedegat de guerra, de sang, tant que fins i tot la seva esposa es pregunta quant serà suficient.

### La traïció d'Ares
Una nit Kratos i el seu exèrcit tenen l'objectiu d'aniquilar un llogaret més sota les ordres del déu de la guerra Llauris. L'oracle del llogaret, una anciana amb la visió del futur de Kratos, li aconsella que no entre al temple dedicat a ella perquè aquí trobés la seva destinació, Kratos no obeïx i en entrar comença una nova matança encegat per Ares i pels vapors del temple, quan acaba la seva tasca descobreix amb gran frustració que les seves últimes víctimes mortals no eren altres que la seva esposa i filla portades fins aquí pel poder d'Ares. Ares mentrestant li diu a Kratos que sense aquestes distraccions pel mig es convertiria en el guerrer perfecte, Kratos no estava preparat per a això i els malsons del seu passat i el turment d'haver matat a la seva família ho persegueixen durant llargs deu anys en els quals segueix sent lleial als déus que li encomanaven tasca rere tasca amb la promesa del perdó dels seus pecats. A més, perquè mai oblidés el seu passat, l'anciana oracle va fer que les cendres dels seus éssers benvolguts es peguessin a la pell de Kratos, donant-li un color blanc pàl·lid que va fer que Kratos es guanyés el nom de: "El fantasma d'Esparta".

### La missió de Kratos
Desesperat, Kratos es comunica amb Atena i li reclama l'oblit dels déus a la seva petició d'esborrar de la seva ment aquests malsons. Atena li diu llavors que perquè els seus pecats puguin ser perdonats necessita complir una última tasca, derrotar el poderós déu de la guerra, Ares, el qual en aquest moment es troba destruint la ciutat d'Atenes i que per a això necessita recuperar l'arma que li donaria l'últim poder, el poder d'un déu per a derrotar a Ares, l'arma en qüestió és la Caixa de Pandora amagada del món mortal en el temple de Pandora que descansa sobri l'esquena de l'últim dels grans titans, Cronos. Kratos s'embarca en una aventura plena de perills, sirenes, minotaures i éssers portats des de l'infern a més dels múltiples trencaclosques que ha d'armar amb la finalitat de trobar i usar per fi la Caixa de Pandora.

### Després de trobar la Caixa de Pandora
Al trobar-la, Ares s'adona de l'èxit de Kratos i abans que aquest pugui usar el poder de la caixa l'assassina. Però Kratos no aquesta amatent a acceptar aquesta destinació i torna, literalment, del mateix infern per a plantar cara a Ares d'una vegada per sempre. En la confrontació final Kratos resulta airós i reclama als déus el seu premi, l'oblit de tots els seus malsons, però els déus, com l'hi digués Atena, no obliden i tampoc ho faria el perquè recordant les seves paraules Atena li va prometre el perdó dels seus pecats més no que els oblidaria.

### Final i nou Déu de la Guerra
Kratos, trist i abatut decideix que no vol seguir vivint i es dirigeix a la muntanya més alta en tota Grècia per a llençar-se al buit i acabar amb la seva agonia. Una vegada més, els déus tenien altres plans per a Kratos mentre obstaculitza en les gelades aigües del mar després d'haver-se llençat, es descobreix surant en l'aire de retorn al cim de la muntanya, una vegada aquí es troba amb Atena, la qual li diu que els déus no poden permetre que algú que els ha servit amb tanta obstinació acabi així amb la seva vida i li diu per a la seva sorpresa que hi ha un lloc lliure entre els déus, atès que el déu de la guerra no existeix més, i li oferix a Kratos que ho prengui. És així com després de totes les seves aventures, tristeses i desenganys l'una vegada guerrer mortal, Kratos, es converteix en el déu de la guerra, en les seves mans estarien les futures guerres del món, actuals i futures i veuria des del seu tron en l'Olimpi als pobles tremolar sota els seus peus.

## Vegeu tambe
Altres jocs relacionats amb God of War
- God of War: Ghost of Sparta - PlayStation Portable
- God of War 2 - PlayStation 2
- God of War: Chains of Olympus - PlayStation Portable
- God of War 3 - PlayStation 3